# Het Roversnest
Het Roversnest is de Nederlandse vertaling van het boek City of Thieves, een een-speler avonturenspelboek geschreven door Ian Livingstone en geïllustreerd door Iain McCaig. 
Het oorspronkelijke Engelse boek is uitgegeven door Puffin Books in 1983 en het is vertaald naar het Nederlands in 1986 door Aris J. van Braam onder uitgeverij Bert Bakker.

## Plot
Het Roversnest is een fantasieverhaal waarin in de held in de fictieve stad Zilverstijn wordt opgeroepen om de ondode Zambar Been te doden. Eerst zal de held af moeten reizen naar Zwartzand om de magiër Nicodemus te spreken. Nicodemus vertelt de held hoe Zanbar Been te doden. De held moet alle ingrediënten vinden, voordat deze de stad verlaat. Verlaat de speler de stad zonder alle ingrediënten, dan is het avontuur mislukt. Met alle benodigde ingrediënten trekt de speler door een bos naar de toren van Zanbar Been. Na een overnachting in dit bos, ontvangt de speler een brief van Nicodemus. Om Zanbar Been te doden is niet een mengsel nodig van drie ingrediënten, maar een onbekende combinatie van twee. Na twee willekeurige ingrediënten te mengen, komt de speler aan in de toren van Zanbar Been. Na enkele ontmoetingen met zijn volgelingen, ontmoet de speler Zanbar Been. Met de juiste benodigdheden en wat geluk verslaat de held Zanbar Been. 